# Jordi Sierra i Fabra

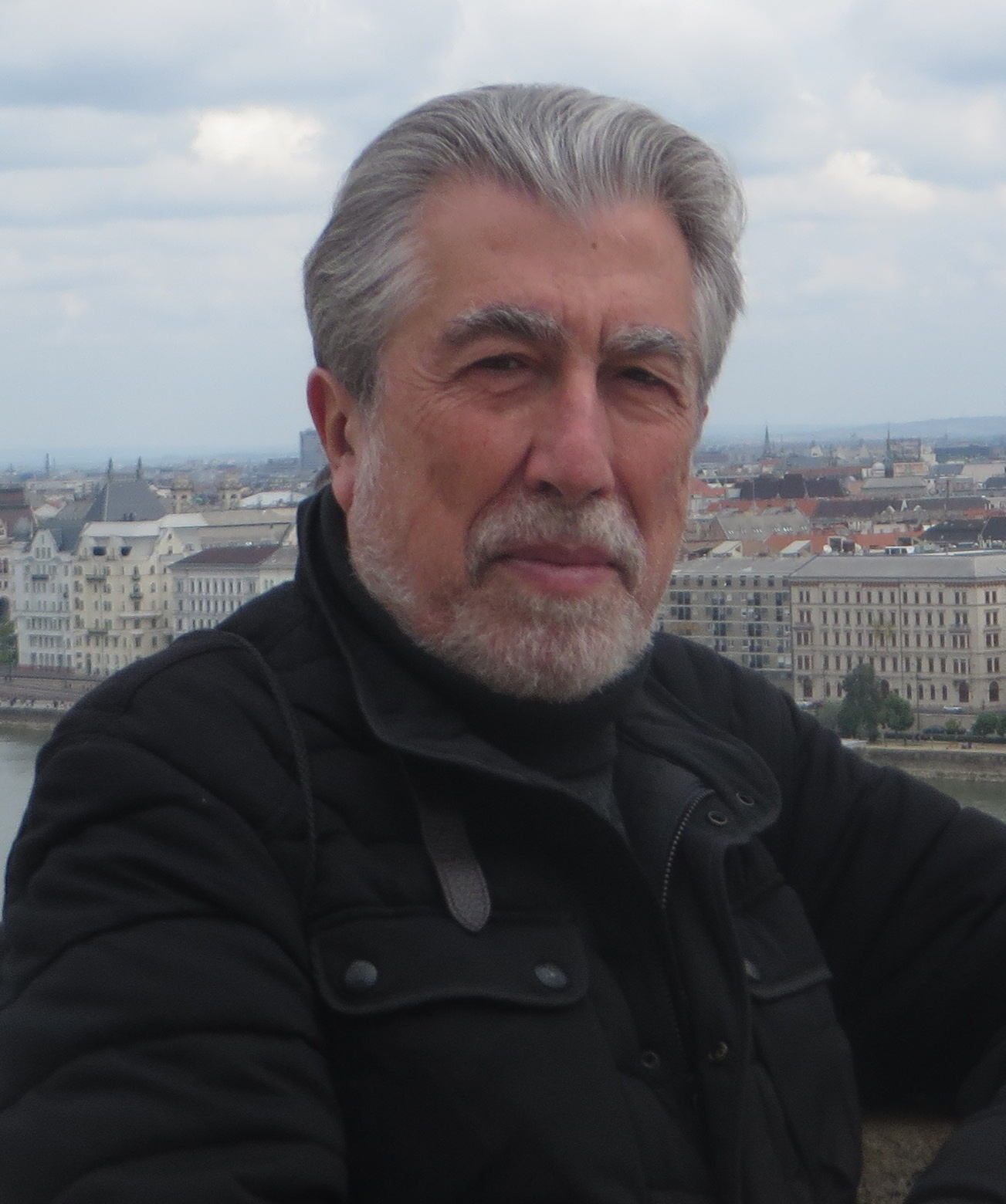
Jordi Sierra i Fabra (2016)

Jordi Sierra i Fabra (* 26. Juli 1947 in Barcelona) ist ein spanischer Jugendbuchautor und Autor von Kriminalromanen. Er schreibt in spanischer und katalanischer Sprache.
Von 1972 bis 2006 hat er über 400 Bücher verfasst. Er wendet sich vornehmlich an junge Leser.
Sierra i Fabra veröffentlichte mit 12 Jahren seinen ersten Roman. Im Jahr 2004 gründete er zur Nachwuchsförderung die Fundación Jordi Sierra i Fabra in Barcelona und die Fundación Taller de Letras Jordi Sierra i Fabra in Medellin (Kolumbien). Er ist außerdem Gründer mehrerer Musikzeitschriften wie beispielsweise Disco Exprés, Extra, oder Súper Pop (ab 1977) und galt als Experte für spanische Pop- und Rockmusik. Viele seiner Bücher wurden außer ins Deutsche auch ins Englische, Französische, Russische, Koreanische, Chinesische und in andere Sprachen übersetzt. Einzelne Werke wurden verfilmt oder für die Bühne bearbeitet.
2018 wurde er mit dem Creu de Sant Jordi ausgezeichnet.

## Werke in deutscher Übersetzung (Auswahl)
- Ungebetene Gäste (Cambio de cerebro). Ravensburger Buchhandl. 1998.
- Der letzte Miwok-Indianer (El último verano miwok). Signal 1989
- Tod in Havanna (Cuba, la noche de la jinetera). Distel 2000
- Gauditronix. Dressler 2009

Lektüre für den Spanischunterricht
- La música del viento. Spanische Lektüre für das 3., 4. Lernjahr. Stuttgart: Klett 2001. ISBN 978-3-12-561864-0
- Frontera. Spanische Lektüre für das 4. Lernjahr. Stuttgart: Klett 2011. ISBN 978-3-12-535680-1
- Casting.  Spanische Lektüre für das 4. Lernjahr. Stuttgart: Klett 2012. ISBN 978-3-12-535686-3
- La memoria de los seres perdidos. Spanische Lektüre für das 4. Lernjahr. Stuttgart: Klett ISBN 978-3-12-561823-7